# Huetstock
Huetstock är ett 2 676 meter högt berg i Obwalden och Nidwalden i Schweiz. 
Weidli, Melchtal och Engelberg är de närmaste egentliga bosättningarna. Flera olika sjöar finns på bergets sluttningar. Lutersee och Melchsee är två av dem.